# Аспис
«А́спис» (Асоціа́ція письме́нників) — київське літературне угруповання (1923–24) письменників (сюди входила й літературна група «Неокласики»); окресленої творчої програми не мало. До її складу входили Людмила Старицька-Черняхівська, Наталя Романович-Ткаченко, М. Рильський, М. Зеров, В. Підмогильний, Б.Антоненко-Давидович, Г. Косинка та ін. З переходом В. Підмогильного, Є. Плужника, Б. Антоненка-Давидовича та Г. Косинки у літ. групу «Ланка» літ. угруповання «Аспис» перестало існувати.